# 34202 Sionaprasad
34202 Sionaprasad este o planetă minoră (asteroid) din centura de asteroizi. A fost descoperită pe 25 august 2000 la Experimental Test Site⁠(d) de Lincoln Near-Earth Asteroid Research. 
Obiectul prezintă o orbită caracterizată de o semiaxă mare de 2,7226648 UAi, o excentricitate de 0,11, o înclinație de 8,29907 ° în raport cu ecliptica.